# Улица Газы

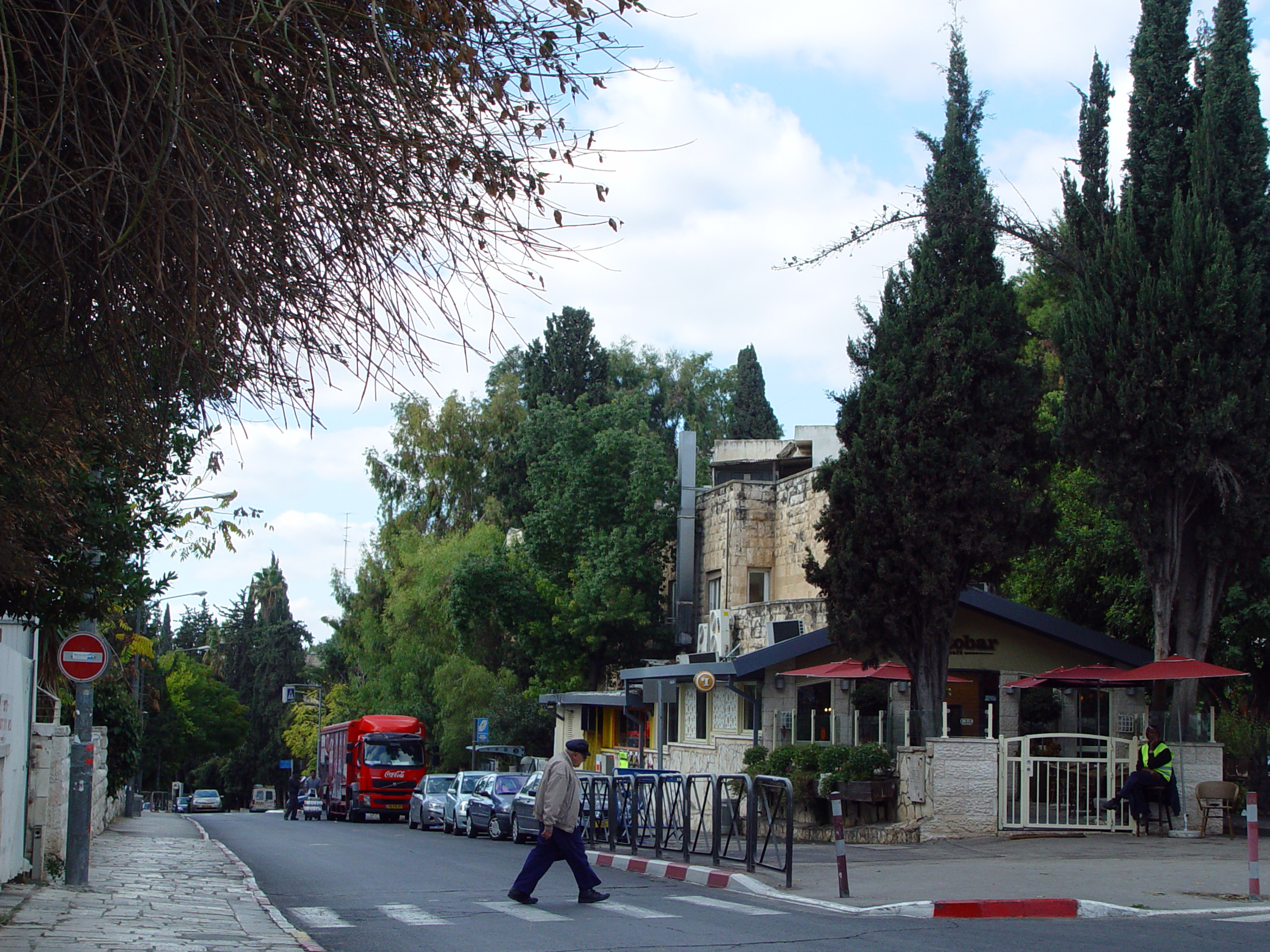
Улица Газы, Иерусалим.

Улица Газы, или Дорога Газы (ивр. דרך עזה - Derech Aza‎) — главная улица в районе Рехавия в Иерусалиме.

## История

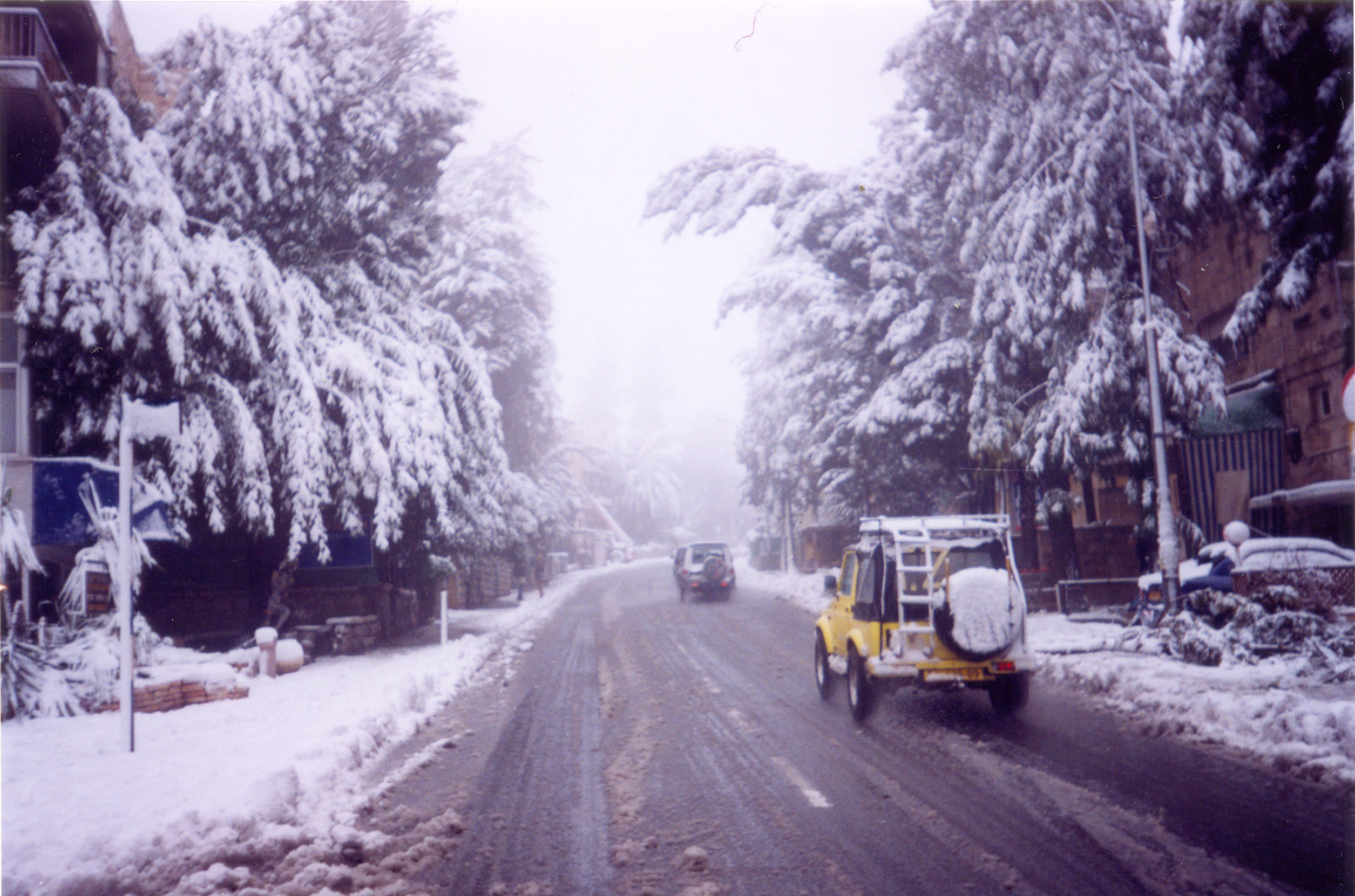
Улица Газы в снегу, 2002.

Улица была названа улицей Газы, потому что она была построена на участке исторической дороги от Яффских ворот Старого города Иерусалима до южного побережья Средиземного моря, включая город Газа. В первой половине XX века большинство жителей улицы были состоятельными немецкими евреями (например, министр Йосеф Бург), которые поддерживали свой европейский образ жизни и язык, даже называя улицу «Газа Штрассе». Таким образом, название перекрёстка улиц Газы и Рабби Хаима Берлина — «Угол Газа-Берлин» — стало жаргонным термином, описывающим население этого района.
Во время войны между Израилем и ХАМАС в 2023 году активисты заклеили наклейками слово «Газа» на уличных знаках и заменили его названиями израильских городов, понесших потери во время бойни 7 октября 2023 года.

## Достопримечательности
Помимо того, что улица важна как транспортная артерия, она имеет собственную коммерческую и культурную ценность. Официальная резиденция премьер-министра Израиля находится на улице Бальфура, которая отходит от улицы Газы, и поэтому демонстрации часто проходят на Парижской площади напротив официальной резиденции. В 2007 году площадь была символически переименована в «Площадь свободы Джонатана Полларда».
Улица Газы начинается на пересечении Парижской площади, улиц Короля Георга, Керен Ха-Йесод и Рамбам и тянется до пересечения с проспектом раввина Ицхака Ха-Леви Герцога рядом с Долиной Креста («Эмек Ха-Мацлева») и монастырём Св. Креста. На улице много кафе, ресторанов и других коммерческих заведений.

## Архитектура
Большинство зданий на улице Газы спроектированы в стиле баухаус, распространённом в этом районе, и облицованы иерусалимским камнем. Большинство из них представляют собой многоквартирные дома высотой не более четырёх этажей с садами.

## Израильско-палестинский конфликт
В марте 2002 года террорист-смертник совершил нападение на кафе Moment, расположенное на этой улице, в результате чего погибло одиннадцать человек. Ещё один теракт, совершённый палестинским террористом-смертником два года спустя, унёс жизни одиннадцати человек и оставил более 50 человек в автобусе ранеными.